# Mimon crenulatum
Mimon crenulatum е вид прилеп от семейство Американски листоноси прилепи (Phyllostomidae). Видът не е застрашен от изчезване.

## Разпространение и местообитание
Разпространен е в Белиз, Боливия, Бразилия, Венецуела, Гватемала, Гвиана, Еквадор, Колумбия, Коста Рика, Мексико, Никарагуа, Панама, Перу, Суринам, Тринидад и Тобаго, Френска Гвиана и Хондурас.
Обитава гористи местности, влажни места и плантации в райони с тропически климат, при средна месечна температура около 24,4 градуса.

## Описание
Теглото им е около 13,9 g.
Популацията на вида е стабилна.